# Luigi Colturi
Luigi Colturi (Bormio, 17 marzo 1967 – Bormio, 2 giugno 2010) è stato uno sciatore alpino italiano.

## Biografia
Specialista delle prove veloci fratello di Franco, anche lui sciatore alpino, debuttò in campo internazionale in occasione dei Mondiali juniores di Jasná 1985; in Coppa del Mondo ottenne il primo risultato di rilievo il 23 gennaio 1988 a Leukerbad in discesa libera (14º) e conquistò l'unico podio il 5 dicembre 1992 a Val-d'Isère in supergigante (3º dietro al norvegese Jan Einar Thorsen e allo svizzero Franz Heinzer). Ai XVII Giochi olimpici invernali di Lillehammer 1994, sua unica presenza olimpica, concluse al 22º posto nella discesa libera. La sua ultima gara in Coppa del Mondo fu la discesa della Val Gardena del 21 dicembre 1996, chiusa al 51º posto, e si ritirò nel gennaio successivo in occasione di un supergigante FIS disputato a Santa Caterina Valfurva; non prese parte a rassegne iridate. Morì nel 2010 all'età di 43 anni.

## Palmarès

### Coppa del Mondo
- Miglior piazzamento in classifica generale: 28º nel 1993
- 1 podio (in supergigante):
  - 1 terzo posto

### Campionati italiani
- 3 medaglie[2]:
  - 3 argenti (supergigante nel 1992; discesa libera, supergigante nel 1993)